# 茶坊
茶坊（ちゃぼう、1962年6月30日 - ）は、日本の漫画家、イラストレーター。宮城県出身。宮城県佐沼高等学校卒。主に成人向け漫画を描く。

## 来歴
1985年、ピンクハウス誌でデビュー後、エロ劇画誌を中心に活動。初期は女子高生ものを描いていたが、近年は人妻や熟女ものが基本スタイルとなっている。デビュー当時のペンネームは薬師丸ひろしであった。
作風はコメディーやギャグテイストのものが多い。

## 主な掲載誌
- 厳選特盛 Comic 人妻熟女ざかり（メディアックス）
- 人妻熟女ざかり 美尻（メディアックス）
- 完熟ものがたり（茜新社）
- 漫画ローレンス（出会い系広告漫画単発掲載）

## 単行本（既刊）
- 『熟女痴態・雌蕊の誘惑—茶坊漫画傑作撰』（司書房、2007年3月26日出版）
- 『熟女42歳は凄いのが好き』（桃園書房、2004年8月20日出版）
- マンガ 情報収集入門—アナログ情報からデジタル情報まで（本名名義、サンマーク出版、1997年12月出版）
- 『好奇心をどうぞ』（薬師丸ひろし名義、松文館、1989年4月出版）
- 『キッスのままで』（薬師丸ひろし名義、松文館、1988年7月出版）
- 『ぺぱぁみんと・H』（薬師丸ひろし名義、東京三世社、1987年10月出版）
- 『可愛い狼ちゃん』（薬師丸ひろし名義、東京三世社、1986年3月出版）
- 『美少女接近中』（薬師丸ひろし名義、松文館、1985年7月出版）

## 特集号（既刊）
- 『人妻危険な快感』（漫画チェスト平成7年6月号増刊、蒼竜社） - ダイナマイト掲載作品をまとめたもの
- 『若妻の甘い蜜液』（漫画チェスト平成9年2月号増刊、蒼竜社） - ダイナマイト掲載作品をまとめたもの
- 『熟女濡れた白衣』（漫画チェスト平成13年6月号増刊、蒼竜社） - ナースのお痴事をまとめたもの

## 過去の連載作品
- 『セックス占いシリーズ』（漫画ダイナマイト、辰巳出版）
- 『ナースのお痴事』『痴女の宅配便』『ケンちゃんシリーズ』（共にComicカクテル、平和出版）
- 『みぃーなシリーズ』（コミックBOY、日本出版）
- 『魔子におまかせ』（Comic ダッシュ、辰巳出版）

## 過去の主な掲載誌
- 漫画ダイナマイト（1993年 - 2011年12月号、辰巳出版）
- ウォーA組（2005年 - 2011年4月号、サン出版）
- 漫画ローレンスSPECIAL (スペシャル)
- 特冊快援隊（2006年 - 2008年、竹書房）
- 特盛熟女盛り増刊（2004年 - 2010年、メディアックス）
- 本当にあった人妻の浮気話（ミリオン出版）
- Comicカクテル（1995年 - 2005年）
- ピンクハウス
- 漫画ピンクタイム（1985年 - 2004年）
- コミックBOY
- Comic ダッシュ
- ラブトピアスペシャル
- 人妻うずき盛り
- 漫画チェスト
- 漫画美味しい熟女
- 本当にあった不倫告白
- 奥様の現実にあった浮気話
- コミックザベスト
- 別冊人妻熟女盛り